# Music for the Jilted Generation
Music for the Jilted Generation („Музика за изоставеното поколение“) е вторият албум на британската група Продиджи, излязъл през Юли 1994 г. чрез лейбъла Екс Ел Рекордингс. През 2008 г. същият е преиздаден под името More Music for the Jilted Generation и включва ремастерирани версии на оригиналните песни и допълнителен компакт диск с бонус парчета. От тогавашният състав на групата, само Лиъм Хаулет и Максим участват създаването му.

## Концепция
Албумът се счита за отговор срещу навлизането на комерсиализацията в британска рейв сцена, както и срещу специалния закон, който криминализира партитата и други аспекти от рейв културата. Последното е ясно изразено в песента Their Law по време на встъпителните слова и повтарящия се текст Fuck 'em and their law („Майната им на тях и на закона им“). Години след като нещата се уталожват, Лиъм Хаулет подхожда с ирония към името на албума, считайки го за „глупаво“ и заявява, че не е създавал композициите с политически подтекст.

## Обща информация
Множеството семпли, използвани в албума са или от филми или вдъхновени от тях. Intro съдържа семпъл, подобен на този от филма „Мъжът с косачката“, Their Law – от „Смоки и Бандита“, Full Throttle – обърнат семпъл от първата част на „Междузведни Войни“, The Heat (The Energy) – от Полтъргайст III. 
В Claustrophobic Sting се чува нашепване на фразата "My mind is glowing", подобно на казаното от HAL 9000 „My mind is going“ във филма 2001.
По време на финализиращата фаза от продукцията на албума се оказва, че готовите песни няма да успеят да се съберат в рамките на времетраенето на един компакт диск. Това налага премахването на „We Eat Rhythm“ от финалния вариант, както и съкращаването на „One Love“ с минута и 41 секунди и съвем малко на „The Heat (The Energy)“. Според Лиъм Хаулет, албумът е можело да бъде издаден и без „One Love“ и „Full Throttle“. „We Eat Rhythm“ намира място в компилацията Select Future Tracks на списание „Select“, която се раздава безплатно в комплект с броя му от Октомври 1994 г.

„The Narcotic Suite“ съдържа мотиви с флейта, изсвирени на живо от Филип Бент. Първоначално, Лиъм е искал Иън Андерсън да ги изпълни или да даде своето разрешение да бъдат семплиорани, но според Андерсън, е изгубил писмото от Хаулет в офиса си и докато го намери, албумът е вече издаден.

## Оценка на критиците
Music for the Jilted Generation бива високо оценен от критиците. Rolling Stone го нарича „наистина омайващ“ и „предизвикващ универсална танцова треска“. Списание Mojo го поставя на 83 място в списъка си „100 модерни класики“, а списание „Spin“ na 60-о в своя „90-те най-велики албума на 90-те“.
NME го поставя под номер 9 на „Най-добрите 50 от 1994 г.“ Според читателите на списание „Q“ това е 62-рият най-добър албум на всички времена през 1998 г. и един от най-добрите британски такива към 2008 г. Част е и от книгата „1001 албума, които трябва да чуете преди да умрете“.

## Траклист
1. Intro 0:45
2. Break & Enter 8:24
3. Their Law 6:40
4. Full Throttle 5:02
5. Voodoo People 6:27
6. Speedway (Theme From Fastlane) 8:56
7. The Heat (The Energy) 4:27
8. Poison 6:42
9. No Good (Start The Dance) 6:17
10. One Love [Edit] 3:53
11. 3 Kilos 7:25
12. Skylined 5:56
13. Claustrophobic Sting 7:13

- Лиъм Хаулет – изпълнител, продуцент (песен 1, 2, 3, 6, 8, 11, 12, и 13), копродуцент (всички останали)
- Нийл Маклилан – копродуцент (песен 4, 5, 7, 9 и 10)
- Максим – вокал на „Poison“
- Pop Will Eat Itself – изпълнител „Their Law“
- Фил Бент – живо изпълнение на флейта
- Ланс Ридлър – живо изпълнение на китара на „Voodoo People“

### Допълнителен компакт диск „More Music for the Jilted Generation“, издаден 2008 г.
1. Voodoo People (Radio 1 Session)
2. Poison (Radio 1 Session)
3. Break And Enter (2005 Live Edit)
4. Their Law (Live At Pukkelpop, 2005)
5. No Good (Start The Dance – Bad For You Mix)
6. Scienide
7. Goa (The Heat, The Energy, Part 2)
8. Rat Poison
9. Voodoo People (The Dust Brothers Remix)